# 맥 매그넘
맥 매그넘(영어: Mack Magnum)은 프랑스의 르노 트럭을 베이스로 생산했던 대형 트럭이다. 이 트럭의 경우 18단 변속기를 비롯해 모든 차량에 드라이브 라인으로 이루어져 있는데 로크웰이나 다나 컴포레이션에서 적용됩 옵션이 있었다. 주로 오세아니아에서 생산된 트럭으로 프리미엄 대형 트럭과 함께 판매를 했다. 그러나 부품 수급이 부족한 점과 배선의 결함 문제로 인해 오세아니아에서 출시된 지 2년 만에 후속 차종 없이 단종되었다.

## 같이 보기
- 맥 트럭스